# Сухий (потік)
Сухий (пол. Ropienny) — гірський потік в Україні, у Коломийському районі Івано-Франківської області на Гуцульщині. Лівий доплив Сопівки, (басейн Дністра).

## Опис
Довжина потоку 5 км, найкоротша відстань між витоком і гирлом — 4,38 км, коефіцієнт звивистості потоку — 1,14. Формується багатьма безіменними струмками.

## Розташування
Бере початок з-під гори Остапенка (584 м) у лісі урочища Ропа. Тече переважно на південний схід на кордоні Рунгур та Слободи,впадає в річку Сопівку, ліву притоку Лючки.

## Цікавий факт
- Річка тече поміж безіменними горами заввишки 720 м, 675 м та 604 м[2].